# Tantum ergo
Het Tantum ergo is een loflied op het Allerheiligste. Het wordt gezongen tijdens het plechtig Lof, meestal vlak voor de zegen met het Allerheiligste (in een monstrans), of ook gedurende de communie van de gelovigen met daaropvolgend dezelfde zegen. Deze zang werd gecomponeerd door de heilige Thomas van Aquino (1225 - 1274). Het Tantum ergo bestaat feitelijk uit het vijfde en zesde couplet (dat zijn de laatste twee coupletten) van het Pange lingua.

## Latijnse tekst
Tantum ergo Sacramentum
Veneremur cernui,
Et antiquum documentum
Novo cedat ritui:
Præstet fides supplementum
Sensuum defectui.
Genitori, Genitoque
Laus et jubilatio,
Salus, honor, virtus quoque
Sit et benedictio:
Procedenti ab utroque
Compar sit laudatio.
Amen (Alleluia).

## Nederlandse vertaling
Laten wij dan, diep gebogen,
Prijzen 't grote Sacrament:
Dat de oude wetten wijken
Voor het nieuwe Testament.
Geve het geloof inzicht,
Waar het zintuig niets herkent.
Aan de Vader, aan de Zoon ook
Weze lof en eer gebracht:
Steeds zal men Hun beiden brengen
Eer en roem en hulde en kracht.
Hem die voortkomt uit Hen beiden,
Zij gelijke dank gebracht.
Amen (Alleluja).
De hier gegeven vertaling is bedoeld om op dezelfde melodie gezongen te worden en is op rijm gemaakt. Het is dan ook geen letterlijke vertaling van de Latijnse tekst.
|  |                                                                                   |
|  | Tantum ergo gezongen in het Latijn. Gregoriaans gezongen, modus I (download·info) |